# Усвята
Усвята (Усважа, Свята) — река в России, протекает в Куньинском районе и Великолукском районе (у устья) Псковской области. Длина реки составляет 35 км. Площадь водосборного бассейна — 291 км².

## Гидрография
Река берёт начало в озере Усвятье у деревни Сидорово Жижицкой волости.  Устье реки находится у деревни Усвята (Усвяты)  Букровской волости в 132 км по правому берегу реки Кунья. Высота устья — 96,8 м над уровнем моря.
В 6,2 км от устья, по левому берегу реки впадает река Нудыш. Между деревнями Назимово и Шейкино по левому берегу впадает река Маслова.

## Населённые пункты
У истока (в Куньинском районе) на реке расположена деревня Староселье Жижицкой волости. Затем, деревни Назимовской волости: Бубново, Степанцево, Назимово, Шейкино (центр волости), Трубицы. У устья находится деревня Усвята(Усвяты) Букровской волости Великолукского района.

## Данные водного реестра
По данным государственного водного реестра России относится к Балтийскому бассейновому округу, водохозяйственный участок реки — Ловать и Пола, речной подбассейн реки — Волхов. Относится к речному бассейну реки Нева (включая бассейны рек Онежского и Ладожского озера).
Код объекта в государственном водном реестре — 01040200312102000023247.